# Körkarlen
För andra betydelser, se Körkarlen (olika betydelser).
Körkarlen är en roman från 1912 av den svenska författaren Selma Lagerlöf.
Romanen handlar om en slumsyster som ligger på sin dödsbädd och ber om att få träffa David Holm och ingen kan förstå varför hon vill träffa honom. David Holm är en man som lider av alkoholproblem. Berättelsen bygger på tillbakablickar där det förflutna i skikt på skikt blottläggs. När Lagerlöf började skriva boken, nämnde hon det sin "Christmas Carol" som hänvisning till Charles Dickens historia, i brist på ett bättre namn. Körkarlen har filmatiserats två gånger i Sverige och en gång i Frankrike.

## Handling
På nyårsafton i en namnlös stad ligger slumsystern Edit för döden. Hennes mor, slumsystern Maria, och frälsningskaptenen Andersson står vid hennes säng. Edit är dödssjuk i tuberkulos men vill gärna se David Holm en gång till innan hon dör. Syster Edit ber om att skicka efter honom.
David Holm var den första gästen som kom till den nya slumstationen som syster Edit och Maria hade satt i gång förra nyårsnatten. Syster Edit har försökt att hjälpa Holm flera gånger under året men han har alltid vägrat hennes hjälp. Edits beslutsamhet att omvända Holm och att göra honom till en bättre man växte samtidigt som hon utvecklade en djup kärlek till honom. När hon fick veta att Holm var gift och träffade hans hustru som hade lämnat honom, ville Edit ställa allt till rätta och övertalade hustrun att försonas med Holm. Men Holm fortsatte bara att plåga hustrun och barnen så att familjesituationen blev värre än förut. På så sätt har syster Edit vållat Holms hustru och barn oändligt elände. Nu när hon är döende vill hon en sista gång försöka att beveka Holm.
Medan syster Edit ligger dödssjuk i sin säng sitter David Holm med sina supbröder i kyrkplanteringen under kyrkklockan och berättar sägnen om körkarlen som är i tjänst hos Döden och måste köra dödskärran. Den människa som dör sist på året måste ta sig an denna hemska uppgift. Holm har hört berättelsen av en kamrat, Georges, som dog året innan strax före årsskiftet. Sedan säger Holm att han har vägrat besöka syster Edit vid hennes dödsbädd. Holms kumpaner blir upprörda och råkar i slagsmål med honom. Just när kyrkklockan ringer in det nya året faller han ner som död. Den gamla dödskärran kommer körande genom kyrkplanteringen och Holm ser att körkarlen är hans gamla kamrat Georges som förkunnar att nu är det hans tur att avlösa honom. Georges slänger Holm upp på kärran och för honom sedan till de människor som älskar honom mest och som han har skadat mest. 
Först förs Holm till Edits dödsbädd. När David hör Edit berätta för körkarlen hur mycket hon älskar honom försvinner hans hat. Syster Edit befrias således från den skuld hon känt inför hans öde och kan dö i frid. Holm måste dock ännu fortsätta sin botgöring och bevakad av körkarlen färdas han till ett fängelse där Holms bror är fängslad. Holm har förlett sin yngre bror och bär skulden för att denne har börjat dricka och har blivit straffad för dråp. Holms bror är nu döende och beklagar att han inte kunnat hålla sitt löfte att föra Bernhard, ett sjukt barn, till havet. Holms bror tyckte mycket om barnet eftersom Bernhard och hans familj har hjälpt honom när han var på rymmen. Holm lovar att han ska sörja för barnet och brodern dör i frid.
Till sist når de fram till Holms hem där hustrun just har bestämt sig för att ta livet av sig själv och barnen. Holm möter de hemska konsekvenserna av sitt handlande och ber Georges att inte låta de oskyldiga stackarna dö. Holm ber Gud om hjälp och Georges sänder Holms själ tillbaka till hans kropp så att han kan rädda livet på sin hustru och sina barn. På slutet befrias Holm från uppdraget att ta över körkarlsrollen och försonar sig med sin hustru.

## Tillkomst
I början av 1900-talet framträdde ett nytt litteraturideal som innebar att skönlitteraturen skulle visa politiskt och socialt engagemang, till skillnad från nittiotalisternas mera idealistiska och romantiska strävanden. [källa behövs] Kritiken om brist på förnyelse och engagemang i hennes verk, särskilt efter publikationen av Liljecronas hem (1911), berörde Lagerlöf mycket personligt.  Att hon tog upp samtidsproblem i Körkarlen kan tolkas som att hon ville anpassa sig till de nya litterära förväntningarna. Genom dess religiösa och mystiska karaktär samt den symboliska och ibland hyper-naturalistiska gestaltningen står romanen dock samtidigt närmare sekelskifteslitteraturen än 1910-talsprosan. En annan nyhet för denna roman är att Lagerlöf behandlar dödstemat utförligare än i sina tidigare verk. Att just tuberkulos blev ett huvudämne berodde på att Svenska nationalföreningen mot tuberkulos bad författarinnan att skriva propaganda mot sjukdomen. Lagerlöf själv hade personliga erfarenheter av tuberkulos genom sin syster Annas sjukdom och död 1879.  Denna erfarenhet kan förklara hennes villighet att skriva för föreningen och har förmodligen påverkat beskrivningen av personernas sjukdom i boken, särskilt skildringen av slumsyster Edit.
Alkoholismen, ett annat samhällsproblem som diskuteras i boken, spelade också en roll i Selma Lagerlöfs liv, eftersom hennes far Gustav Lagerlöf hade alkoholproblem. P.O. Enquist har argumenterat att gestaltningen av alkoholisten David Holm är påverkad av Selma Lagerlöfs minnen av sin far. Dessutom menar han att Edit och David Holms hustru återspeglar Selmas ambivalenta hållning gentemot sin alkoholberoende far: de står för den självuppoffrande kärleken å ena sidan, och det som kan uppfattas som ett svek mot den beroende å andra sidan.
Berättelsen om den sjuka pojken Bernhard och hans föräldrars önskan att ta honom till havet kan tolkas som en hänvisning till Lagerlöfs eget liv. Hennes föräldrar tog Selma till Strömstad i förhoppningen om att vistelsen i badorten kunde bota hennes förlamning i benen, vilket också lyckades.

## Tema

### Kärlek
Kärleken är ett huvudmotiv i romanen. Mest påfallande är Edits kärlek till den onda och därtill gifta David Holm eftersom den inte bara är platonisk och religiöst motiverad (slumsysterns kärlek till de fattiga och utstötta), utan lika mycket världslig (kvinnans kärlek till mannen). Spänningen mellan den världsliga och den andliga kärleken upphävs genom Edits död, eftersom körkarlen befriar Edit från hennes kropp. Nu blir hon liksom ett skyddshelgon för David och hennes andliga kärlek ger honom styrka, såsom Beatrice i Den gudomliga komedin.
Ulla-Britta Lagerroth anser att Edit använder kärleken som ett redskap och läkemedel i sin ”strid” mot David Holm. Edit tillhör då den kvinnotyp som ”förvandlar sig från ’madonn[a]’ till ’amason’”.  Hon personifierar det goda som försöker tämja det djuriska och onda i David Holm med hjälp av kärlek. Det är det enda som slutligen kan besegra hans amoralitet. Scenen i vilken David Holm slänger sig på golvet, den egentliga underkastelsen, präglas av ett motiv som också finns i andra verk av Lagerlöf: ”Motivet mannen-vilddjuret vid kvinnans fötter” fanns redan i romanen Gösta Berlings saga, med Gösta Berling och Elisabet, och i dramat Sankta Annas kloster, med Kej Olofson och Eskelin.

### Körkarlen och Döden
I forskningen om Körkarlen är åsikterna om David Holms tillstånd efter blodstörtningen delade. Lagerroth anser att Lagerlöf suggererar att Holm verkligen är död. Bland andra Henrik Wivel tolkar det däremot som ett drömtillstånd. En tredje tolkning, som Vivi Edström och Maria Karlsson företräder, betonar just osäkerheten: meningen är att hålla läsaren i ovisshet om Davids tillstånd.
Det är inte heller klart om Georges bara är dödens körkarl eller en personifikation av döden själv. När han drar ned kapuschongen över ögonen uppför han sig inte längre som den ”mänskliga” Georges utan som den klassiska liemannen. Figuren är baserad på den bretonska dödsmyten om l’Ankou som Anatole Le Braz upptecknade i La légende de la Mort en Basse-Bretagne. Körkarlens samtal med en vandrande gumma i kapitel VIII är också inspirerad av den bretonska källan. I stället för den ursprungliga körkarlen med två drängar är Lagerlöfs körkarl en ensam figur vilket betonar tragiken i hans öde. Det är påfallande att Lagerlöf gestaltar körkarlen som en personlig bekant till David Holm, hans gamla vän och suput Georges. Denne dirigerar medvetet vägen som till sist leder till Holms själsmognad.

## Tolkning
Körkarlen står på gränsen mellan legend och spökhistoria, där en modern legend växer fram ur en bretonsk saga av folklig typ. Selma Lagerlöf utnyttjar både spökstoffet och legenden för att skapa symboler som till exempel dödskärran som varslar om att ett oundvikligt förlopp är i antågande. Författarinnan själv tycker inte att Körkarlen bör kategoriseras som en spökhistoria. Då kärran uppträder i berättelsen överges ett realistiskt framställningssätt för ett överdrivet, känslomättat eller övernaturligt. Berättelsen får på så sätt tydligt melodramatiska drag.
Ett sådant melodramatiskt drag är att berättelsen tar sin utgångspunkt i familjen och vardagen, i det triviala, som delvis tecknas med realistisk skärpa. Vid andra tillfällen gestaltas det dock med överdrift, sentimentalt, teatralt och mystifierat för att hänvisa till existensen av en högre moralisk ordning. Själva dödskärran kan ses som en sorts tempo- och nivåväxlare därför att den överskrider gränsen mellan det jordiska och det övernaturliga, mellan det bekanta och det okända, mellan nutid och förfluten tid. Berättelsen omfattar tre olika realitetsnivåer. Den första nivån är den sociala verkligheten, där arbetarfamiljen står i fokus på grund av mannens alkoholism och sjukdom samt hans destruktiva ondskefullhet. Den andra nivån är ett tillstånd mellan verklighet och död, ett gränsland. På det tredje planet residerar körkarlens uppdragsgivare, Döden. I berättelsen befinner David Holm sig på mardrömmens gotisk-melodramatiska arena, på en resa som upplöser tid och rum.
Ett annat melodramatiskt drag i Körkarlen är det återkommande greppet att låta ekipagen ackompanjeras av gnissel och bjällerklang som förstärker ”åhörarens upplevelse”. Dödkärrans oljud verkar känsloförstärkande. Gnisslandet kan betraktas som ”samvetets röst”, en projektion av David Holms skuldtyngda inre. Åkdonen utgör dessutom ett metapoetiskt motiv som har med inspiration att göra, med ”skrivandets passiva hänryckning”. Med sin blandning av realism och fantasi, och sina brutala och skrämmande visioner, närmar sig romanen expressionismen. Selma Lagerlöf var påverkad av expressionismen, som växte fram efter sekelskiftet. I likhet med melodramen kan expressionismens estetik betraktas som en reaktion på en kris i ett samhälle präglat av moraliskt och religiöst värdeförlust.

## Mottagande
Körkarlen fick ett svalt mottagande. Trots anpassningen till det litterära klimatet ansåg många recensenter att romanen var misslyckad. De beklagade sentimentaliteten, de långa retarderande inslagen, den vidlyftiga iscensättningen samt det moralisk-didaktiska draget. De gillade inte heller romanens melodramatiska aspekter. I litteraturhistoriska framställningar har Körkarlen hittills beretts mycket liten plats alternativt utelämnats helt.
Senare forskning har bedömt Körkarlen positivare: Sven Stolpe tycker att ”Körkarlen var så ny i sin form, stod i så öppen strid med alla dittills fastlagda regler för prosaberättelser att den naturligtvis blev hårt behandlad av kritiken”. Henrik Wivels syn på bokens stilistiska drag är också positiv: ”Roman har kritiserats for sin sentimentalitet. Det är inte helt rättvist, för kritikerna förväxlar romanens språk med Selma Lagerlöfs eget, Selma Lagerlöf har låtit romanens språk färgas av Frälsningsarméns. Det betyder emellertid inte att romanen inte skulle ha något exalterat över sig. För samtidigt som den går in i ett socialt fält, går den också ut ur det igen, upp i en eterisk sfär där språket blir hänfört.” Vivi Edström påpekar att romanen arbetar med oförenliga medel. Ett av dessa är en brutalt objektiv realism i beskrivningen av social misär och psykisk förfall, det andra en extatisk vision av renhet och nåd. Ulla-Britta Lagerroth har uppmärksammat att de enskilda kapitlen är uppbyggda som teaterscener, att de bygger på sceniska verknings- och dramatiska spänningsmedel. Körkarlens stil, som P.O. Enquist kallar i sin essä ”Den medberoende sagoförtäljerskan” (1997) för ”triviallitteratur”, ”kolportage”, ”förgulligande” eller ”melodrama”, förklaras som en strategi varigenom Selma Lagerlöf kunde behandla alkoholismen som tema, men ändå maskera den biografiska bakgrunden. Enquist anser därtill att Selma Lagerlöf inte nedsteg till triviallitteratur, utan ”skapade den inifrån, med det inslag av oskuld man måste äga för att skapa stor konst av det triviala”.

## Filmatiseringar
- 1921 – Körkarlen, en svensk film regisserad av Victor Sjöström
- 1939 – Körkarlen (La charrette fantôme), en fransk film regisserad av Julien Duvivier
- 1958 – Körkarlen, en svensk film regisserad av Arne Mattsson

## Teateruppsättningar
Körkarlen har bearbetats för scen vid flera tillfällen, däribland av Teater Galeasen (2004), Samsa Musikteater (Dödens körkarl, 2018), Västanå Teater 2021. och Strindbergs Intima Teater (2023).

### Originalupplaga
- Körkarlen : berättelse. Stockholm: Bonnier. 1912. Libris 14798305. http://litteraturbanken.se/#!/forfattare/LagerlofS/titlar/Korkarlen/info/etext

### Textkritisk utgåva
- Körkarlen : berättelse (Textkritisk utg. med inledning av Maria Karlsson ; textkritisk kommentar av Petra Söderlund (huvudredaktör) och ordförklaringar av Jenny Bergenmar). Stockholm: Svenska Vitterhetssamfundet (SVS. 2012. Libris 18150746. ISBN 9789172301627. http://litteraturbanken.se/forfattare/LagerlofS/titlar/Korkarlen2012/info

### Handskrift
- Fragment från Körkarlen I ; Fragment från Körkarlen II. 1910-1912. Libris 20039638. http://urn.kb.se/resolve?urn=urn:nbn:se:kb:handskrift-19936270